# Isauris
Els isauris  (en llatí isauri o isaurica gens, en grec antic Ἰσαυρεύς) eren un poble que vivia a la regió d'Isàuria i es creia que eren parents dels pisidis encara que se'ls considerava licaons. Els isauris són descrits com a lletjos, de baixa estatura i mal armats i mals soldats en camp obert, però insuperables quan desenvolupaven la lluita guerrillera a les Muntanyes del Taure.
La seva activitat principal era el robatori, el bandidatge, el saqueig i la rapinya. Vivien a les muntanyes i baixaven a la plana i atacaven els llogarets de les regions més properes (Cilícia, Frígia i Pisídia). Molts isauris van prendre part també a les campanyes dels pirates cilicis, als segles ii i i aC.
Per tot això van esdevenir tan perillosos que els romans van enviar el 78 aC una expedició dirigida per Publi Servili Vàcia, que després de diverses campanyes va aconseguir prendre les seves principals fortaleses a les muntanyes, va ocupar Isaura, la capital, i els va obligar a la submissió; per la seva victòria va rebre el nom d'Isàuric (75 aC).
A partir d'aquí se'ls va identificar com un poble separat dels licaons. Ciceró és el primer que en parla com a poble diferent i distingeix entre Forum Lycaonium i Forum Isauricum.
Tot i la seva derrota els isauris van continuar amb els seus hàbits depredadors. Cap a l'any 37 aC el país havia estat incorporat a Galàcia, i el sobirà d'aquest estat, Amintes, va intentar eliminar el costum del bandidatge però va morir en un combat amb bandits. Mentre Pompeu el Gran va tenir èxit en la seva guerra contra els pirates cilicis a la mar, els bandits isauris continuaven actuant. Com que els romans no podien perseguir-los per les muntanyes, van establir una sèrie de fortaleses i els van rodejar; però els isauris sovint van poder esquivar el bloqueig.
Al segle iii els habitants d'Isàuria i els de Cilícia es van unir en una sola nació (els habitants de les parts muntanyoses de Cilícia ja eren anomenats isauris i de fet tenien les mateixes actituds i característiques). Els isauris unificats van iniciar expedicions de saqueig a gran escala i les ciutats més riques van ser atacades encara que normalment eren fortificades.
Durant dos segles van ser el terror dels pobles veïns. Un dels principals caps dels isauris, Trebel·lià, va prendre el títol d'emperador romà cap a l'any 266, i va ser un dels Trenta Tirans de l'Imperi Romà. Va ser derrotat i mort pels romans, però no van poder conquerir les muntanyes dels isauris.
Durant el regnat de Probe es va obtenir una submissió que va durar poc, car després del 282 van tornar a ser independents.
Al segle v més d'un exèrcit romà d'Orient va ser completament aniquilat pels isauris. El 475 un militar de la regió que servia a l'exèrcit romà d'Orient es va proclamar emperador amb el nom de Zenó, pel seu matrimoni amb la filla de Lleó I el Traci i juntament amb el fill menor d'edat Lleó II. Se l'anomenava Zenó l'Isauria. En el regnat del successor Anastasi I Dicor els isauris van ser sotmesos si no totalment, almenys en gran part, i sota Justinià I ja estaven totalment sotmesos.